# A little night music in Harlem
A little night music in Harlem is een compositie van Leonardo Balada. Het werk valt volgens hem in de door hem zelf geschapen categorie Transparencias. Hij neemt een werk van een andere componist en brengt dat naar de 21e eeuw. In dit geval is het Eine kleine Nachtmusik van Wolfgang Amadeus Mozart. Balada nam het mee naar de moderne tijd, maar laat af en toe het origineel aan de oppervlakte. De stukjes van Mozart zijn strak in het ritme, die van Balada schuiven soms de aleatoriek in. Balada noemde het een surrealistische schets van Harlem. Naast klassiek muziek zijn er ook jazzinvloeden te horen.
Het werk is geschreven voor het Hongaars kamerorkest onder leiding van Albarto Santana. Die combinatie gaf op 21 september 2007 de première in Boedapest.